# Maolsheachlainn mac Aodha
Maolsheachlainn mac Aodha (mort en 1488) le 21e est un roi d'Uí Maine issu de la lignée des Ó Ceallaigh (anglicisé en  O' Kellys)  de 1487 à 1488.

## Contexte
Maolsheachlainn mac Aodha est le quatrième des fils d'Aodh mac Briain. En 1487, son frère Uilliam mac Aodha est traîtreusement capturé par ses propres parents et meurt en captivité. Maolsheachlainn mac Aodha meurt en 1488 après n'avoir détenu la royauté qu'un trimestre,.

## Source
- (en) T.W Moody, F.X. Martin et F.J. Byrne, A New History of Ireland IX Maps, Genealogies, Lists. A companion to Irish History part II, Oxford, Oxford University Press, 2011, 690 p. (ISBN 978-0-19-959306-4).